# Oslo Nye Teater

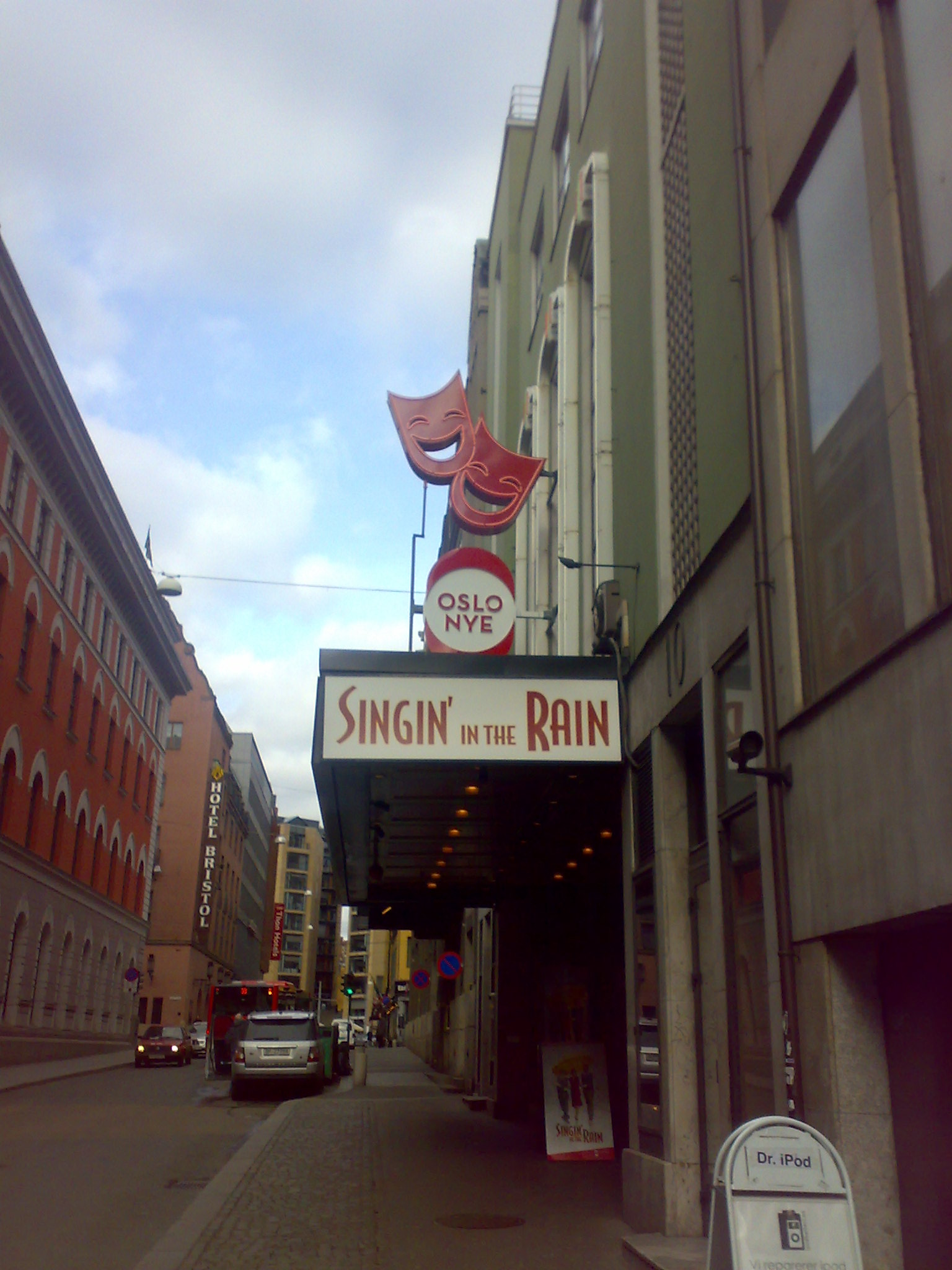
Das Oslo Nye Teater 2008 mit Singin’ in the rain im Programm

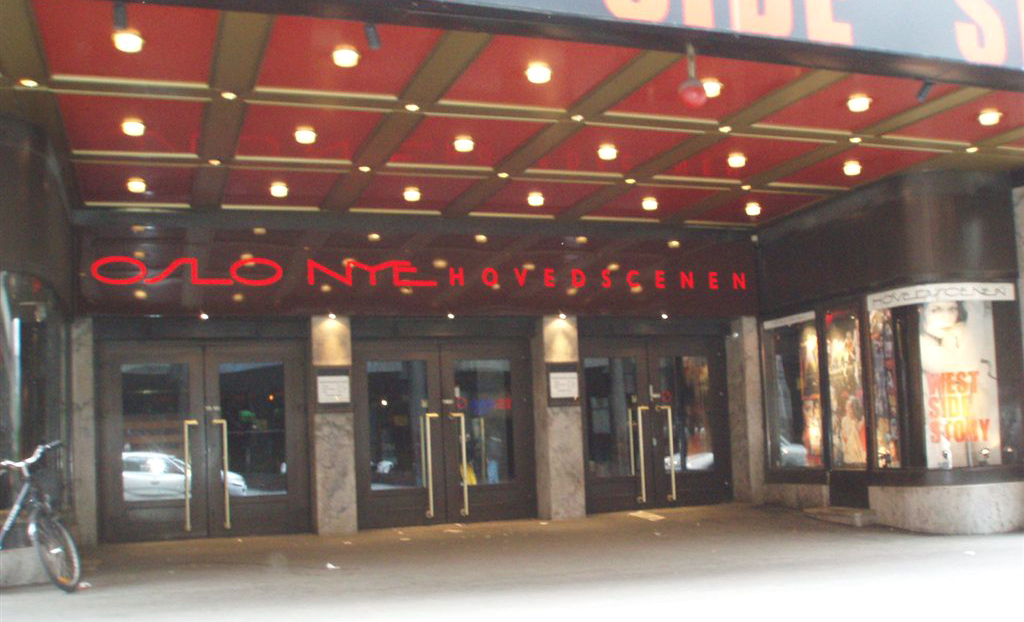
Oslo Nye Teater in Oslo ist das meistbesuchte Theater Norwegens.

Das Oslo Nye Teater ist ein städtisches Theater im Zentrum von Oslo.
Es besteht aus drei Bühnen in drei verschiedenen Häusern: Oslo Nye Hovedscenen (in der Rosenkrantzgate 10), Oslo Nye Centralteatret (in der Akersgata 38) und Oslo Nye Trikkestallen (in der Torshovgata 33). Im Untergeschoss des Theater-Haupthauses liegt das Restaurant ONCentralteatret.

## Geschichte
Das Oslo Nye Teater wurde am 26. Februar 1929 unter dem Namen norwegisch Det Nye Teater ‚Das Neue Theater‘ eröffnet. Es entstand in der Folge von zahlreichen großen Wohltätigkeitsveranstaltungen während und nach dem Ersten Weltkrieg. In den ersten Jahren seines Bestandes wurden im Programm in erster Linie norwegische Dramen aufgeführt. Der norwegische Schriftsteller Johan Bojer war einer der eifrigsten Unterstützer zur Errichtung dieses Theaters. Es bekam sein eigenes Gebäude in der Rosenkrantz' gate 10 (heutige Hauptbühne unter dem Namen Oslo Nye Hovedscenen) in Oslo und konnte gute Schauspieler vom Nationaltheatret gewinnen, unter anderem Harald Stormoen, Henrik Aabel, Lillemor von Hanno und Odd Frogg.
Det Nye Teater fusionierte 1959 aus pekuniären Gründen mit dem Folketeatret und dies später mit dem Oslo Nye Teater. Das Oslo Nye Teater übernahm fast alle Mitarbeiter aus den beiden vorangegangenen Theaterensembles. Der erste Theaterleiter nach dem Zusammenschluss war Axel Otto Normann. 1967 gab es eine umfassende Sanierung der Häuser. Die Stadt Oslo übernahm dafür die Kosten und außerdem weitere finanzielle Verantwortung für den laufenden Geschäftsbetrieb.
1971 kam das bis dahin selbständige Centralteatret als weitere Bühne dazu und wurde in das Oslo Nye Teater integriert. Am 18. Februar 2003 kam noch das Trikkestallen als weitere Bühne dazu. Vorher war das Trikkestallen ein ehemaliger Lokschuppen und Lagergebäude, was mit öffentlichen Mitteln zu einem Modernen Veranstaltungsort aus- und umgebaut wurde.
Oslo Nye Teater ist das am stärksten besuchte Theater Oslos sowie auch in ganz Norwegen. 2008 hatte es 197.080 Besucher. Zum 31. Dezember 2008 hatte das Theater 122 Mitarbeiter (unbefristet oder mit fester Laufzeit) und insgesamt waren etwa 400 Personen verpflichtet. Das Theater wird betrieben von der Osly Nye Teater AS, einer hundertprozentigen Tochtergesellschaft der Kommune Oslo.
2009 wurde Svein Sturla Hungnes zum Theaterleiter berufen. Ab dem 1. Januar 2010 übernahm Catrine Telle die Führung und eröffnete feierlich in einem Festakt die Premiere am 29. Januar 2010 am Oslo Nye Hovedscenen zum neuen Musical Spring Awakening (Frühlingserwachen). Zum Jahreswechsel 2013/2014 übernahm Kim Bjarke die Theaterleitung.

## Theaterleiter
A/S Det nye teater
- 1928–1931: Ingolf Schanche
- 1931–1932: Thomas Thomassen
- 1932–1933: Gyda Christensen
- 1933–1934: Einar Sissener
- 1934–1935: Hjalmar Fries
- 1935–1936: Gyda Christensen
- 1936–1937: Einar Sissener

A/S Scenekunst
- 1937–1939: Victor Bernau
- 1939: Otto Carlmar
- 1939–1945: Gyda Christensen
- 1945–1947: Tore Foss
- 1947–1959: Axel Otto Normann

Oslo Nye Teater A/S
- 1959–1962: Axel Otto Normann
- 1962–1967: Mentz Schulerud
- 1967–1978: Toralv Maurstad
- 1979–1984: Barthold Halle
- 1985–1988: Per Theodor Haugen
- 1989–1996: Janken Varden
- 1996–2001: Kjetil Bang-Hansen
- 2001–2009: Svein Sturla Hungnes
- 2010–2013: Catrine Telle
- 2014–dato: Kim Bjarke